# Christian Hohenadel

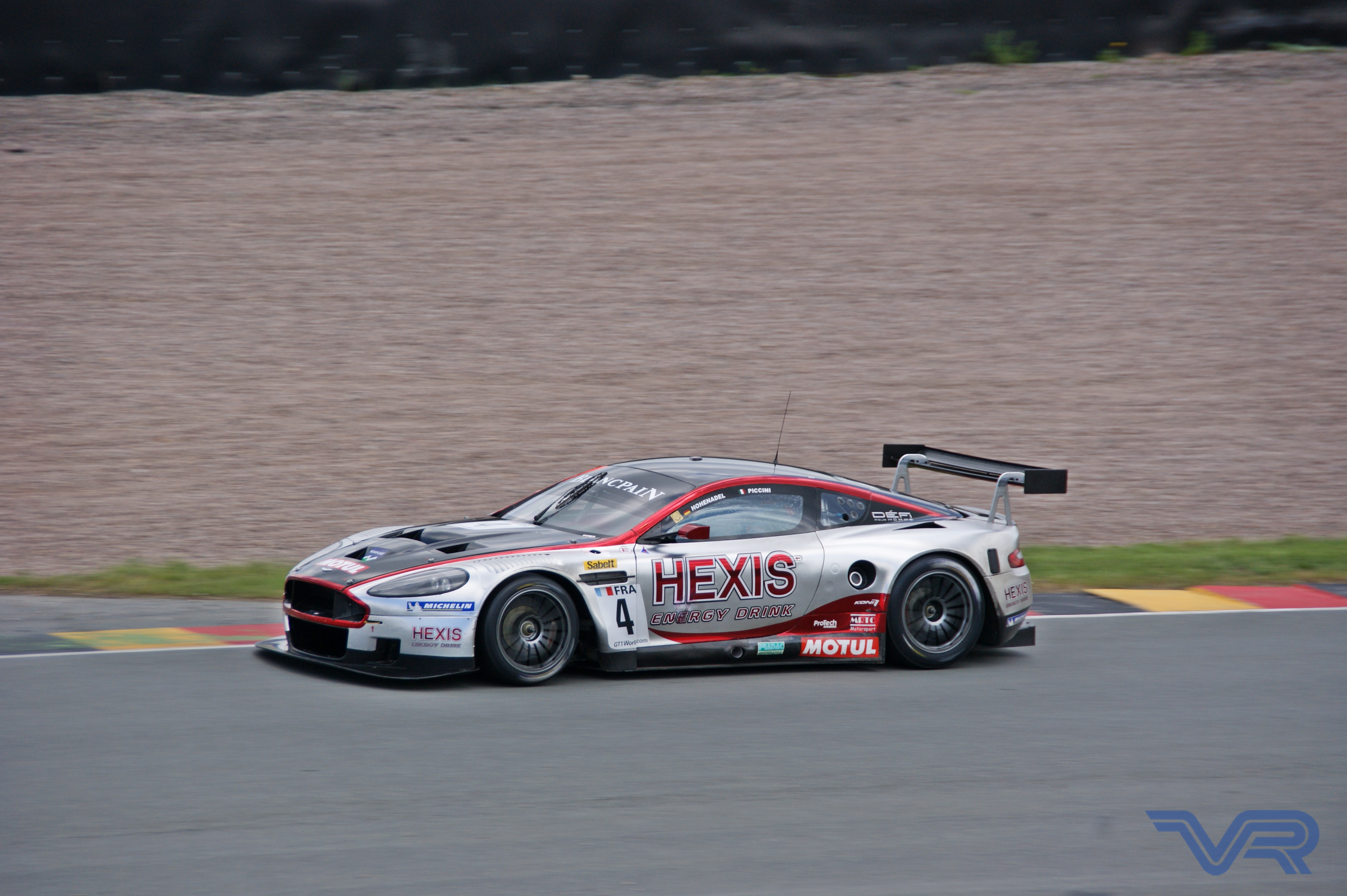
Der Christian Hohenadel 2011 auf dem Sachsenring gefahrene Aston Martin DBR9

Christian Hohenadel (* 20. September 1976 in Dudweiler) ist ein ehemaliger deutscher Rennfahrer. 2010 wurde er FIA-GT3-Europameister.

## Karriere
Hohenadel begann seine Motorsportkarriere 1987 im Kartsport, in dem er bis 1996 aktiv war. Bereits 1993 gab Hohenadel in der deutschen Formel BMW sein Formelsportdebüt. Seine zweite Saison in dieser Serie absolvierte er allerdings erst 1997. Ab 1998 trat er für zwei Jahre in der deutschen Formel Ford an. In seiner zweiten Saison wurde er mit einem Sieg Achter. 2000 wechselte er in die Formel Palmer Audi und wurde Vizemeister hinter Bruce Jouanny.
2001 verließ Hohenadel den Formelsport und wechselte in den Tourenwagensport. Er bestritt ein Rennen in der V8-Star, einer deutschen Tourenwagenserie, und belegte den 22. Gesamtrang. 2002 blieb er in dieser Serie und startete zu sieben Rennen. Die Saison schloss er auf dem 19. Platz in der Fahrerwertung ab. 2003 wechselte er in den deutschen Alfa 147 Cup und beendete die Saison als Dritter in der Meisterschaft. 2004 blieb er in dieser Serie. 2005 wechselte Hohenadel in den deutschen SEAT Leon Supercopa. Mit zwei Siegen belegte er in seiner ersten Saison den fünften Gesamtrang. 2006 hielt Hohenadel die fünfte Gesamtplatzierung. In diesem Jahr gewann er allerdings vier Rennen. 2007 bestritt der Rennfahrer seine dritte Saison im deutschen SEAT Leon Supercopa. Er gewann ein Rennen und wurde Siebter in der Meisterschaft.
Nachdem Hohenadel bereits 2007 in der ADAC GT Masters erste Rennen im GT-Sport bestritten hatte, wechselte er 2008 komplett in die ADAC GT Masters. Er gewann ein Rennen, stand viermal auf dem Podium und schloss die Saison auf dem fünften Gesamtrang ab. 2009 bestritt Hohenadel eine weitere Saison in der ADAC GT Masters. Mit einem Sieg verbesserte er sich auf den vierten Gesamtrang. Außerdem gab er sein Debüt in der FIA-GT3-Europameisterschaft. 2010 trat Hohenadel zwar erneut in der ADAC GT Masters an und belegte den 14. Platz in der Fahrerwertung. Sein Hauptaugenmerk lag in dieser Saison allerdings auf der FIA-GT3-Europameisterschaft. Zusammen mit seinem Teamkollegen Daniel Keilwitz gewann er vier Rennen und wurde FIA-GT3-Europameister.
2011 wechselte Hohenadel in die FIA-GT1-Weltmeisterschaft. Für Hexis AMR tritt er zusammen mit Andrea Piccini in einem Aston Martin DBR9 an. Auf dem Sachsenring gewannen die beiden das Meisterschaftsrennen.
Im Jahr 2013 startet Hohenadel für das Team Callaway Competition bei der ADAC GT Masters. Die Corvette C6 Z06-R GT3 wird er sich mit seinem Teamkollegen Andreas Wirth teilen.

## Statistik

### Karrierestationen
| - 1987–1996: Kartsport - 1993: Deutsche Formel BMW - 1997: Deutsche Formel BMW - 1998: Deutsche Formel Ford - 1999: Deutsche Formel Ford (Platz 8) - 2000: Formel Palmer Audi - 2001: V8-Star (Platz 22) | - 2002: V8-Star (Platz 19) - 2003: Deutscher Alfa 147 Cup (Platz 3) - 2004: Deutscher Alfa 147 Cup - 2005: Deutscher SEAT Leon Supercopa (Platz 5) - 2006: Deutscher SEAT Leon Supercopa (Platz 5) - 2007: Deutscher SEAT Leon Supercopa (Platz 7) - 2007: ADAC GT Masters (Platz 17) | - 2008: ADAC GT Masters (Platz 5) - 2009: ADAC GT Masters (Platz 4) - 2009: FIA-GT3-Europameisterschaft - 2010: FIA-GT3-Europameisterschaft (Meister) - 2010: ADAC GT Masters (Platz 14) - 2011: FIA-GT1-Weltmeisterschaft |